# Saison in Salzburg (Operette)
Saison in Salzburg (Alternativtitel: Salzburger Nockerln) ist eine Operette in fünf Bildern von Fred Raymond. Das Libretto verfassten Max Wallner und Kurt Feltz. Das Werk erlebte seine Uraufführung am 31. Dezember 1938 an den Städtischen Bühnen in Kiel.

## Orchester
Zwei Flöten, zwei Oboen, zwei Klarinetten oder Saxofone, zwei Fagotte, vier Hörner, zwei Trompeten, drei Posaunen, eine Harfe, ein Klavier, großes Schlagwerk und Streicher

## Bildfolge
Bild 1 – Terrasse des Hotels „Mirabell“, Bild 2 – Wirtsstube im Gasthaus „Zum Salzburger Nockerl“, Bild 3 – Platz vor den Gasthäusern „Zum blauen Enzian“ und „Salzburger Nockerl“, Bild 4 – Marmorsaal im Hotel „Mirabell“, Bild 5 – Festwiese in Maria Plain

## Handlung

### Ort und Zeit
Die Operette spielt in der österreichischen Stadt Salzburg und im nahegelegenen Wallfahrtsort Maria Plain zur Zeit der Uraufführung, also in den späten 1930er Jahren.

### Erstes bis fünftes Bild
Der Eigentümer des Gasthauses „Zum Salzburger Nockerl“, Alois Oberfellner, hat sein Lokal vollkommen heruntergewirtschaftet, sodass er jetzt pleite ist. Morgen soll die Wirtschaft versteigert werden. Toni Haberl, der Wirt vom „Blauen Enzian“, rechnet sich gute Chancen aus, den Zuschlag zu bekommen. Allerdings fehlt ihm noch das geeignete Personal, vor allem für die Geschäftsführung und die Küche. Als Kandidatin für diese Aufgaben hat er Vroni Staudinger ins Auge gefasst. Sie hat den Ruf, die beste Mehlspeisköchin von Salzburg zu sein. Er weiß auch, dass er ihr nicht unsympathisch ist. Was also liegt näher, als ihr einen Heiratsantrag zu machen? Vroni ist gleich Feuer und Flamme, als sie Tonis Absichten vernimmt. Rasch inszeniert sie ein Zerwürfnis mit ihrem Chef. Dies hat zur Folge, dass ihr fristlos gekündigt wird.
Der Parfümeriefabrikant Max Liebling hat ein Auge auf Erika Dahlmann geworfen. Die aber schwärmt nur für den Rennfahrer Frank Rex. Der wiederum verehrt Steffi Oberfellner, die Nichte des insolventen Nockerlwirts. Steffi ist gerade aus Wien angereist, um ihrem Onkel in der Hauptsaison tatkräftig unter die Arme zu greifen. Dass dessen Gasthaus unter den Hammer kommen soll, erfüllt sie mit Sorge.
Um Erikas penetranten Nachstellungen zu entgehen, hat Frank mit einem Bergführer die Kleidung getauscht. Unter dem Namen „Franz Rieger“ schmeichelt er sich bei Steffi ein und hört sich ihre Sorgen an. Dann beauftragt er seinen Mechaniker F. W. Knopp, das „Salzburger Nockerl“ zu ersteigern und Steffi als Wirtschafterin anzuwerben. Dies gelingt ihm auch, was bei Toni und Vroni Unmut hervorruft. Auf Steffis Bitten hin stellt Knopp auch noch den „Bergführer Franz Rieger“ als Hausbursche ein.
Während sich Toni immer mehr zu Steffi Oberfellner hingezogen fühlt, bändelt Vroni ungeniert mit dem Parfümeriefabrikanten an. Darüber geraten Toni und Vroni in Streit, der damit endet, dass Vroni ihrem frisch Verlobten den Laufpass gibt und zur Konkurrenz überläuft.
Mittlerweile haben Christian Dahlmann und seine Tochter Erika herausgefunden, wo sich Frank Rex vor ihnen versteckt. Unverblümt sagen sie Steffi Oberfellner, wer ihr angehimmelter „Franz Rieger“ in Wirklichkeit ist. Steffi glaubt jetzt, einem Betrüger auf den Leim gegangen zu sein. Flugs lässt sie sich als Köchin im „Blauen Enzian“ anheuern. Das Ergebnis dieses Tohuwabohus sind drei Paare, von denen jeweils zumindest ein Teil für den andern nichts empfindet.
Tags darauf treffen alle Beteiligten im Wallfahrtsort Maria Plain wieder aufeinander, wo ein Fest mit Tanz gefeiert wird. Olga Rex, die lebenskluge und praktisch veranlagte Tante des Rennfahrers, zieht nun die Fäden und sorgt dafür, dass sich der Knäuel entwirrt und sich die richtigen Paare in Eintracht wieder zusammenfinden: Frank und Steffi, Toni und Vroni sowie Max und Erika.

## Musikalische Höhepunkte
- Salzburger Nockerln (Walzer)
- Mein Herz war auf Reisen (Lied der Steffi)
- Wenn der Toni mit der Vroni und die Vroni mit dem Toni (Ländler)
- Der Großpapa von Großmama (Foxtrott)
- ... und die Musik spielt dazu (Slowfox)
- Reich mir die Hand (Duett, Langsamer Walzer)
- Warum denn nur, warum denn nur bin ich in dich verliebt? (Duett)

## Verfilmung
- 1943: ...und die Musik spielt dazu, u. a. mit Maria Andergast, Georg Alexander und Rudolf Carl in den Hauptrollen – Regie: Carl Boese
- 1943: Lascia cantare il cuore, u. a. mit Alberto Rabagliati, Vivi Gioi und Elena Luber in den Hauptrollen – Regie: Roberto Savarese
- 1952: Saison in Salzburg, u. a. mit Adrian Hoven, Gretl Schörg, Walter Müller und Johanna Matz in den Hauptrollen – Regie: Ernst Marischka
- 1961: Saison in Salzburg, u. a. mit Peter Alexander und Waltraut Haas in den Hauptrollen sowie Gunther Philipp, Ingeborg Schöner, Peter Vogel – Regie: Franz Josef Gottlieb